# Dentsu
Dentsu (電通, Dentsū) est une entreprise multinationale japonaise de communication, leader sur son marché devant Hakuhodo et Asatsu-DK. Elle atteint le cinquième rang au niveau mondial.

## Histoire
Dentsu fut, jusqu'en 2012, actionnaire de Publicis. Ses parts ont été revendues en 2012. 
En juillet 2012, Dentsu annonce le rachat du britannique Aegis Group pour se développer sur le numérique et à l'international (84 % de ses revenus sont alors locaux). Aegis Group devient en janvier 2014 Dentsu Aegis Network, regroupant toutes les filiales de Dentsu en dehors du Japon.
En 2021, Dentsu Aegis network, la branche hors Japon de dentsu est renommé Dentsu International et est dirigée par Wendy Clark.

## Siège
Le siège de Dentsu, un immeuble de 48 étages et 213 mètres de haut, ce qui en fait la douzième plus haute construction du Japon, est l'œuvre de l'architecte français Jean Nouvel qui en achève la construction en 2002. Le centre commercial Caretta Shiodome est situé juste à côté de la tour Dentsu. En montant au 46e étage, il est possible d'avoir une vue sur la baie de Tokyo. 
Le bâtiment Dentsu est un exemple d'architecture contemporaine, avec des collecteurs sur le toit pour utiliser l'eau de pluie, ainsi que des points céramiques sur les fenêtres qui, avec des stores informatisés, contrôlent la climatisation. Le bâtiment Dentsu compte 70 ascenseurs, dont un ascenseur spécial réservé uniquement aux VIP et à la direction. 

## Scandales
En décembre 2016, Dentsu révèle les premiers résultats d'une enquête interne sur des irrégularités commises dans des campagnes de promotion numérique au Japon, concernant 633 transactions douteuses et 111 clients concernés, pour un montant de 230 millions de yens (deux millions d'euros). Il s'agit de disparités entre les durées d'affichage publicitaire réelles et celles fixées avec le client, des commissions perçues alors que la publicité n'a jamais été diffusée, de fausses déclarations en ce qui concerne les performances ainsi que des surfacturations injustifiées. En janvier 2017, l'enquête comptabilise finalement 997 cas concernant 96 clients, pour un montant de 114,8 millions de yens (940 000 euros).
Le 28 décembre 2016, le président de Dentsu, Tadashi Ishii, annonce sa démission au mois de janvier, à la suite du décès en décembre 2015 d'une salariée de 24 ans, décès qualifié de mort par surmenage (karōshi),.